# The Wanderer (album Donny Summer)
The Wanderer – album amerykańskiej piosenkarki Donny Summer wydany w 1980 roku przez Geffen Records.
Było to pierwsze wydawnictwo piosenkarki od czasu rozstania z wytwórnią Casablanca. Choć materiał wyprodukowali ponownie Giorgio Moroder i Pete Bellotte, stanowił on zerwanie z nurtem disco, który wówczas mocno stracił na popularności, i był zwrotem ku muzyce nowofalowej, a w religijnej piosence „I Believe in Jesus” także gospel. Choć krążek nie powtórzył sukcesu komercyjnego poprzednich albumów Summer, to zdobył pozytywne recenzje i wylansował przebojowy pierwszy singel „The Wanderer”, cieszący się popularnością szczególnie na rynku amerykańskim. Jako kolejne single wydano „Cold Love” i „Who Do You Think You’re Foolin'”, ale nie zdobyły one dużego zainteresowania. W 2020 roku ukazała się jubileuszowa reedycja The Wanderer z remiksami wybranych piosenek.

## Lista utworów
Strona 1
1. „The Wanderer” – 3:47
2. „Looking Up” – 3:57
3. „Breakdown” – 4:08
4. „Grand Illusion” – 3:54
5. „Running for Cover” – 4:01

Strona 2
1. „Cold Love” – 3:38
2. „Who Do You Think You’re Foolin'” – 4:18
3. „Nightlife” – 4:00
4. „Stop Me” – 3:44
5. „I Believe in Jesus” – 3:37

## Notowania
| Kraj                              | Pozycja | Certyfikat  |
| --------------------------------- | ------- | ----------- |
| Australia                         | 18      |             |
| Francja                           | 2       |             |
| Hiszpania                         | 8       |             |
| Niemcy (Media Control)            | 54      |             |
| Norwegia (VG-lista)               | 18      |             |
| Nowa Zelandia                     | 16      |             |
| Stany Zjednoczone (Billboard 200) | 13      | złota płyta |
| Szwecja (Sverigetopplistan)       | 15      |             |
| Wielka Brytania (UK Albums Chart) | 55      |             |